# Ayuda técnica
Las ayudas técnicas o tecnologías de apoyo, son los productos fabricados específicamente o disponibles en el mercado, cuya función es la de permitir o facilitar la realización de determinadas acciones, de tal manera que sin su uso, estas tareas serían imposibles o muy difíciles de realizar para un individuo en una situación determinada.
El término ayuda técnica se está sustituyendo por el de producto de apoyo, la propia norma ISO 9999:2007 cambia el término con respecto a la versión anterior. La norma define producto de apoyo como:
Cualquier producto (incluyendo dispositivos, equipo, instrumentos, tecnología y software) fabricado especialmente o disponible en el mercado, para prevenir, compensar, controlar, mitigar o neutralizar deficiencias, limitaciones en la actividad y restricciones en la participación.
La norma ISO 9999 recoge una detallada y completa clasificación de las ayudas técnicas. Esta norma ha sido modificada en varias ocasiones. En la última revisión (ISO 9999:2007) se ha sustituido la terminología de "Ayudas Técnicas" por la de Productos de apoyo.
Ejemplos de ayudas técnicas: 
- Sillas de ruedas.
- Dispositivos Braille.
- Síntesis de voz.
- Ayudas de baño.

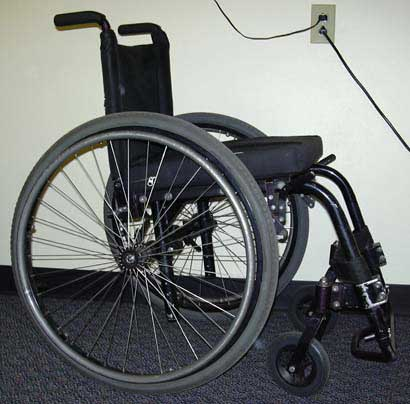
Silla de ruedas.

Aunque relacionadas preferentemente con la discapacidad y las barreras de accesibilidad, el uso de las ayudas técnicas no solo está limitado a las personas con discapacidad. Así pues, aquella persona que intente hablar por un teléfono móvil en un entorno ruidoso se encontrará con una situación similar a la que experimenta una persona con dificultades auditivas. Otro ejemplo puede ser el caso de la persona que intenta hacer uso de un ordenador portátil en un sitio donde la visibilidad es casi nula, causada, por ejemplo, por el humo. En esta última situación, mediante la ayuda técnica de la síntesis de voz sería posible usar correctamente el ordenador.
Para la creación de ayudas técnicas se usan conceptos y conocimientos extraídos de la ergonomía y otras disciplinas, con el objetivo de que el producto resultante sea adecuado a las características del usuario y le permita compensar su limitación en el acceso a entornos o productos.

## Enlaces
- CEAPAT Catálogo de ayudas técnicas (enlace roto disponible en Internet Archive; véase el historial, la primera versión y la última).
- IBV catálogo valorado de mobiliario para personas mayores Archivado el 30 de marzo de 2018 en Wayback Machine.
- DISCAPACITADOS.ORG.ES Ayudas técnicas, concepto y definición Archivado el 13 de julio de 2013 en Wayback Machine.

- Datos: Q2499092